# Регіональні спеціалізовані метеорологічні центри
Регіональні спеціалізовані метеорологічні центри (англ. Regional Specialized Meteorological Centers) — визначена Всесвітню метеорологічною організацією за консенсусом система урядових метеорологічних організацій у різних країнах, призначених для централізованого збору та розповсюдження спеціалізованої метеорологічної інформації, що стосується однієї з кількох програм.
| Погода | Це незавершена стаття з метеорології. Ви можете допомогти проєкту, виправивши або дописавши її. |